# Carol Propper
Dame Carol Propper, DBE (* 1956) ist eine britische Wirtschaftswissenschaftlerin.

## Werdegang, Forschung und Lehre
Propper studierte an der University of Bristol, an der sie 1977 als Bachelor of Science in Wirtschaft und Wirtschaftsgeschichte graduierte. Anschließend studierte sie Sozialforschung und Sozialpolitik an der University of Oxford, hier schloss sie 1981 als Master of Science ab. Ihr Ph.D.-Studium brachte sie mittels eines Commonwealth Scholarship zunächst an die University of Toronto sowie anschließend zu einem Forschungsjahr am New Zealand Institute of Economic Research, ehe sie dieses 1988 an der University of York erfolgreich abschloss.
Als Lecturer kehrte Propper 1988 an die University of Bristol zurück, wo sie 1993 zum Reader aufstieg. 1994 erhielt sie einen Ruf zur ordentlichen Professorin. Hier blieb sie bis 2015, bereits ab 2007 lehrte und forschte sie parallel am Imperial College London. An der dortigen Imperial College Business School war sie zwischen 2016 und 2019 Vizedekanin, seit 2018 leitet sie für den Wirtschaftsbereich das Programm für das Postgraduale Studium an der Hochschule.
Proppers Arbeitsschwerpunkte liegen im Bereich der Gesundheitsökonomie, dabei fokussiert sie sich vor allem auf die Ausgestaltung und Auswirkungen von Anreizen im öffentlichen Sektor unter anderem bei der Qualität der Gesundheitsversorgung und der Produktivität im Gesundheitswesen. Zudem hat sie über Grenzen und Kooperation zwischen staatlicher und privater Organisation von Gesundheitsdienstleistungen publiziert. 
Seit 1998 ist Propper Research Fellow am Centre for Economic Policy Research, dort ist sie seit 2018 für das Online-Portal VOX EU verantwortlich. 2014 wurde sie als Fellow in die British Academy aufgenommen. Als Mitglied der Royal Economic Society war sie in verschiedenen Gremien vertreten, ehe sie 2019 in den Vorstand aufrückte. 2020 saß sie für ein Jahr der Organisation als Präsidentin vor. Sie war Herausgeberin der Internetseite zu Economics Observatory on COVID sowie verschiedener Periodika wie dem Journal of Health Economics, Health Economics oder Fiscal Studies.
Für ihre Arbeiten wurde Propper mehrfach ausgezeichnet, unter anderem erhielt sie zweimal den Arrow-Preis. 2021 wurde sie als Dame Commander des Order of the British Empire geadelt.